# Élisabeth Fedele
Pour les articles homonymes, voir Fedele.
Élisabeth Fedele est une joueuse de volley-ball  française, née le 11 janvier 1994, à Libreville (Gabon). Elle mesure 1,75 m et joue réceptionneuse-attaquante. Elle totalise 5 sélections en équipe de France. 

## Biographie
Elle a commencé son parcours de haut-niveau au Pôle Espoir de Boulouris de 2007 à 2009 puis a intégré l'IFVB à Toulouse pour deux années également. Elle joue depuis 2011 au Cannet-Rocheville, club qui l'a formée et l'a vue progresser jusqu'à l'intégrer dans son équipe professionnelle évoluant en Ligue A Française.

## Clubs
| Club                    | De        | À         |
| ----------------------- | --------- | --------- |
| IFVB                    | 2009-2010 | 2010-2011 |
| ES Le Cannet-Rocheville | 2011-2012 | 2015-2016 |
| Volley Soverato         | 2016-2017 | 2016-2017 |
| Pays d'Aix Venelles     | 2019-2020 | 2019-2020 |

## Palmarès

### En sélection nationale
Néant

### En club
- Championnat de France — Div. A
  - Finaliste : 2015.
- Coupe de France (1)
  - Vainqueur : 2015.
- Supercoupe de France (1)
  - Vainqueur : 2015.

### Distinctions individuelles
- 2015 : Championnat de France (Div. A) — Meilleure scoreuse
- 2015 : Championnat de France (Div. A) — Meilleure réceptionneuse-attaquante